# 濱海紹森德
濱海紹森德（英語：Southend-on-Sea，i/saʊθɛndɒnˈsiː/）是一個位於英國埃塞克斯郡的城市、單一管理區，位於倫敦以東40英里（64），處於泰晤士河口北部，是埃塞克斯郡濱海度假勝地。當地的紹森德碼頭是世界上最長的休閒碼頭。倫敦紹森德機場位於市中心以北1.5海里（2.8；1.7英里）。2011年人口總計有174,300人。
最初因為處於村莊普里特韋爾（Prittlewell）南部而被稱為“south end”（南端），後來漸漸化為現名。在喬治王時代成為著名的度假勝地，在夏季吸引大批遊客前來。因為和倫敦有方便的鐵路交通使得其經濟更加發達。1892年才組成當地政府。
2021年10月18日，濱海紹森德被宣布將獲得城市地位，以紀念遇刺的前西修安選區議員顏敏時爵士，濱海紹森德於2022年1月26日獲得城市地位。2022年3月1日，威爾斯親王查爾斯將特許證提交給濱海紹森德自治市鎮委員會。

## 外部連結
- Southend Borough Council （页面存档备份，存于）
- Southend Punk History – Local Music History Site （页面存档备份，存于）
- Southend Museums Service （页面存档备份，存于）
- 中的“濱海紹森德”

51°32′16″N 0°42′50″E / 51.53789°N 0.71377°E